# Schandelo
Schandelo (Limburgs: Schandele) is een buurtschap in het oosten van Velden in de gemeente Venlo, in de Nederlandse provincie Limburg.
Schandelo ligt tussen het Duitse stadje Straelen, het gehucht Hasselderheide, behorende tot Velden, en het Zwarte Water, een Venloos natuurgebied. Ten westen van de plaats ligt het natuurgebied Schandelosche Broek waardoor de Latbeek en de Schandelsebeek stroomt. Ten noorden van de plaats ligt het natuurgebied van de Schandelosche Heide en de Ravenvennen.
Het gebied is al bewoond in de Romeinse tijd. In het gebied zijn diverse vindplaatsen gevonden van Romeinse villae en ook grafheuvels uit die tijd. Het is echter niet bekend of het gebied permanent bewoond is geweest. Zoals vaker in deze contreien, is het niet uit te sluiten dat er geen bewoning heeft plaatsgevonden nadat de Romeinen zijn weggetrokken.
In de 17e eeuw lag er in de Schandelosche Broek bij Schandelo de Schandelose Schans, een boerenschans waar inwoners zich bij gevaar terug konden trekken.
In de Tweede Wereldoorlog heeft in het gebied een schijnvliegveld gelegen, aangelegd door de Duitsers. Omdat de Venlose Vliegbasis Venlo-Herongen het risico liep veelvuldig gebombardeerd te worden, moest het Schandelose vliegveld de aandacht van de geallieerden wegtrekken. Hiertoe werden op het schijnvliegveld enkele in onbruik geraakte toestellen gestationeerd.
In het gebied liggen een aantal oude boerderijen, die vaak zijn ingericht als veehouderij. Vele hiervan gaan terug tot het begin van de moderne tijd en soms de vroegmoderne tijd. In de middeleeuwen is het gebied eveneens bewoond geweest, getuige de resten van een 15e-eeuwse kapel, die onder een in 1923 gebouwde Onze-Lieve-Vrouw-van-Altijddurende-Bijstandkapel liggen. Ook staat er een Sint-Jozefkapel uit 1936.

## Geografie
Schandelo ligt op een hoger Maasterras, terwijl het westelijker gebied van de Schandelosche Broek op een lager Maasterras gelegen is.